# Eulithis testata
Eulithis testata (tên tiếng Anh: Chevron) là một loài bướm đêm thuộc họ Geometridae. Nó được tìm thấy ở both miền Cổ bắc và miền Tân bắcs. Tại Eurasia nó phân bố từ Đảo Anh và Scandinavia, phía nam đến Anpơ, phía đông đến Nhật Bản. ở Bắc Mỹ, nó có ở Newfoundland to đảo Vancouver và Alaska, phía nam ở phía đông đến about New Jersey và ở phía tây đến Colorado.
Sải cánh dài 25–35 mm. Con trưởng thành bay từ tháng 7 to giữa tháng 9. Có hai lứa trưởng thành một năm in Hà Lan và chủ một ở Anh quốc và Bắc Mỹ.
Ấu trùng ăn Vaccinium, Salix và Populus (chủ yếu là Populus tremula).

## Hình ảnh

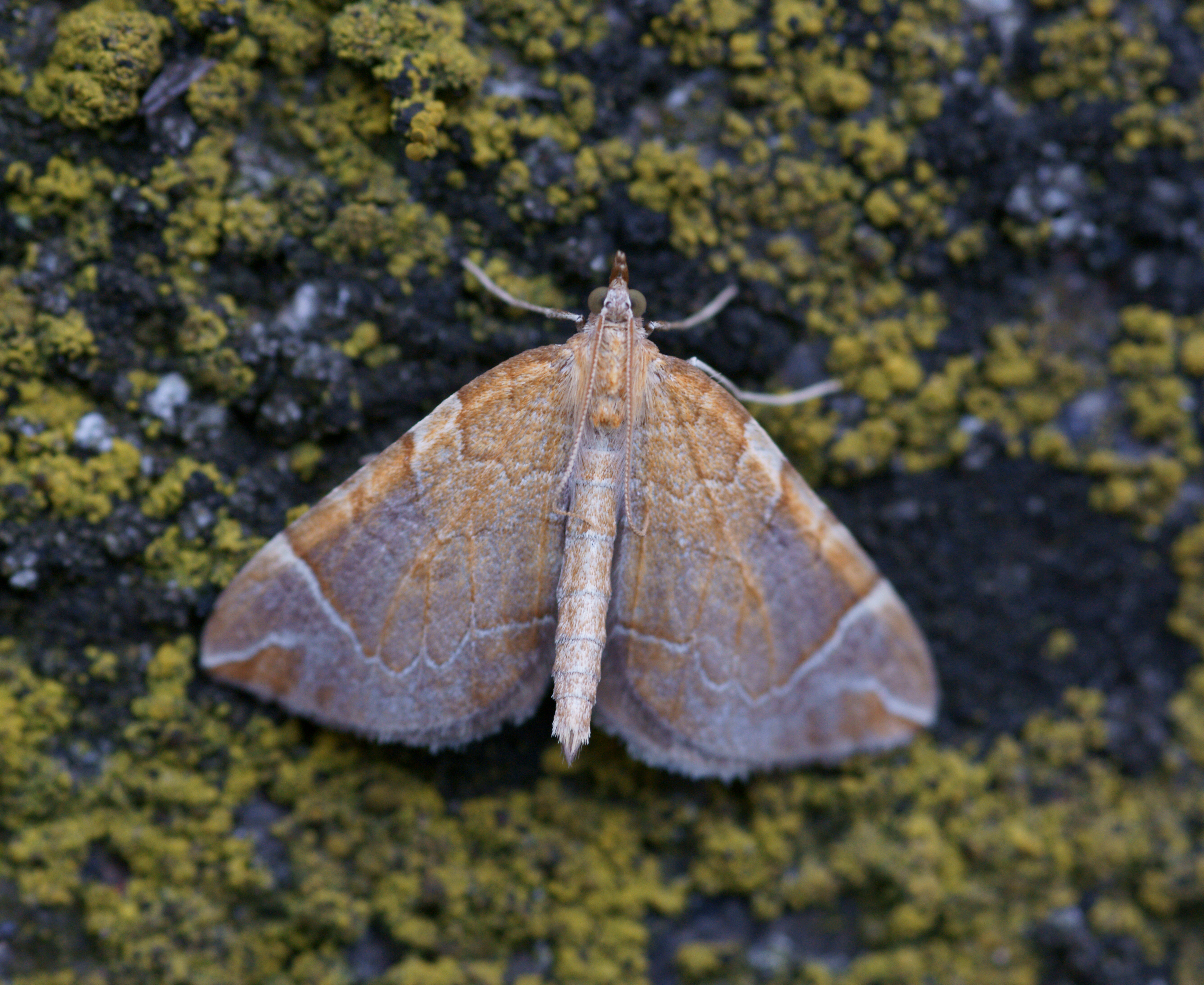
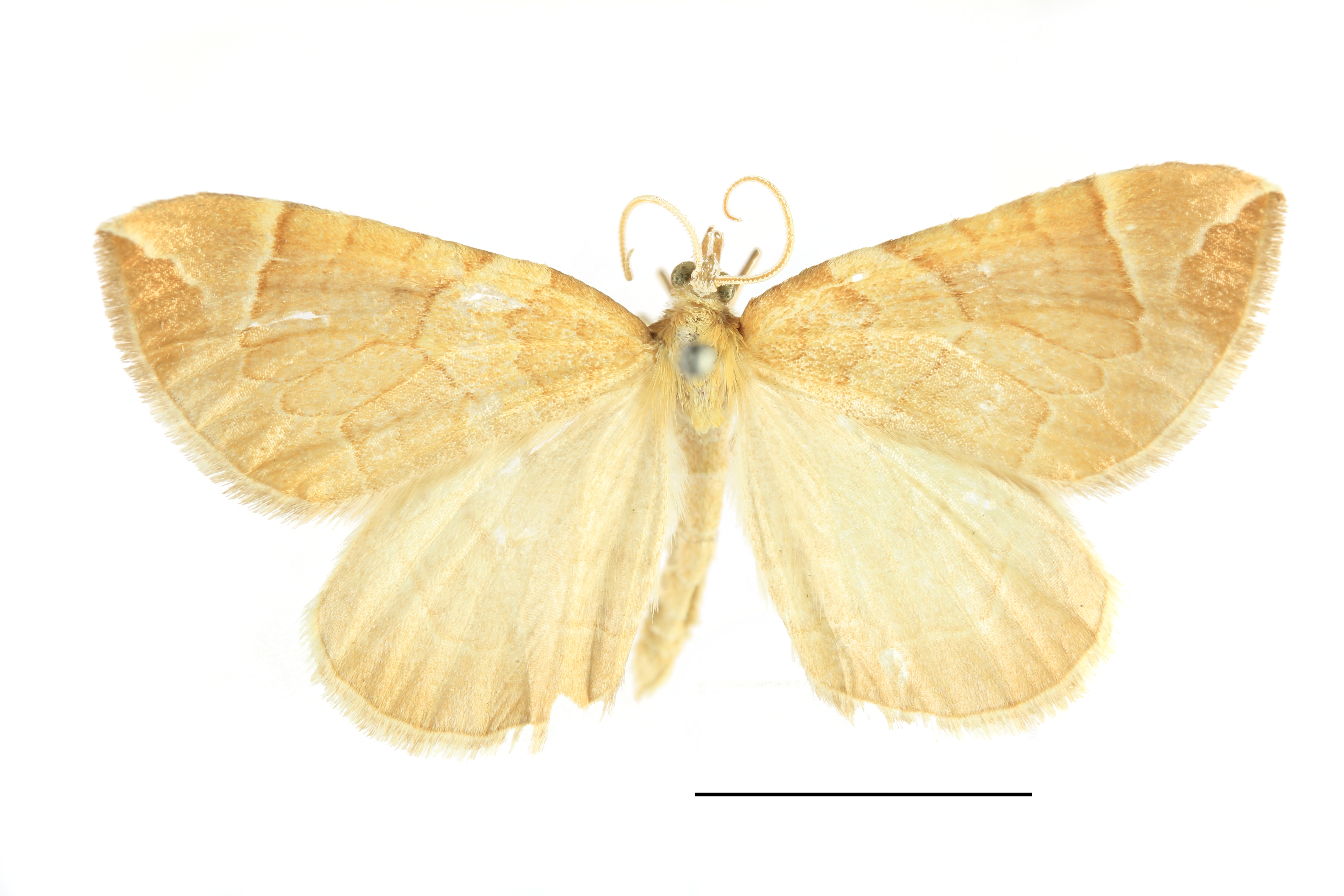
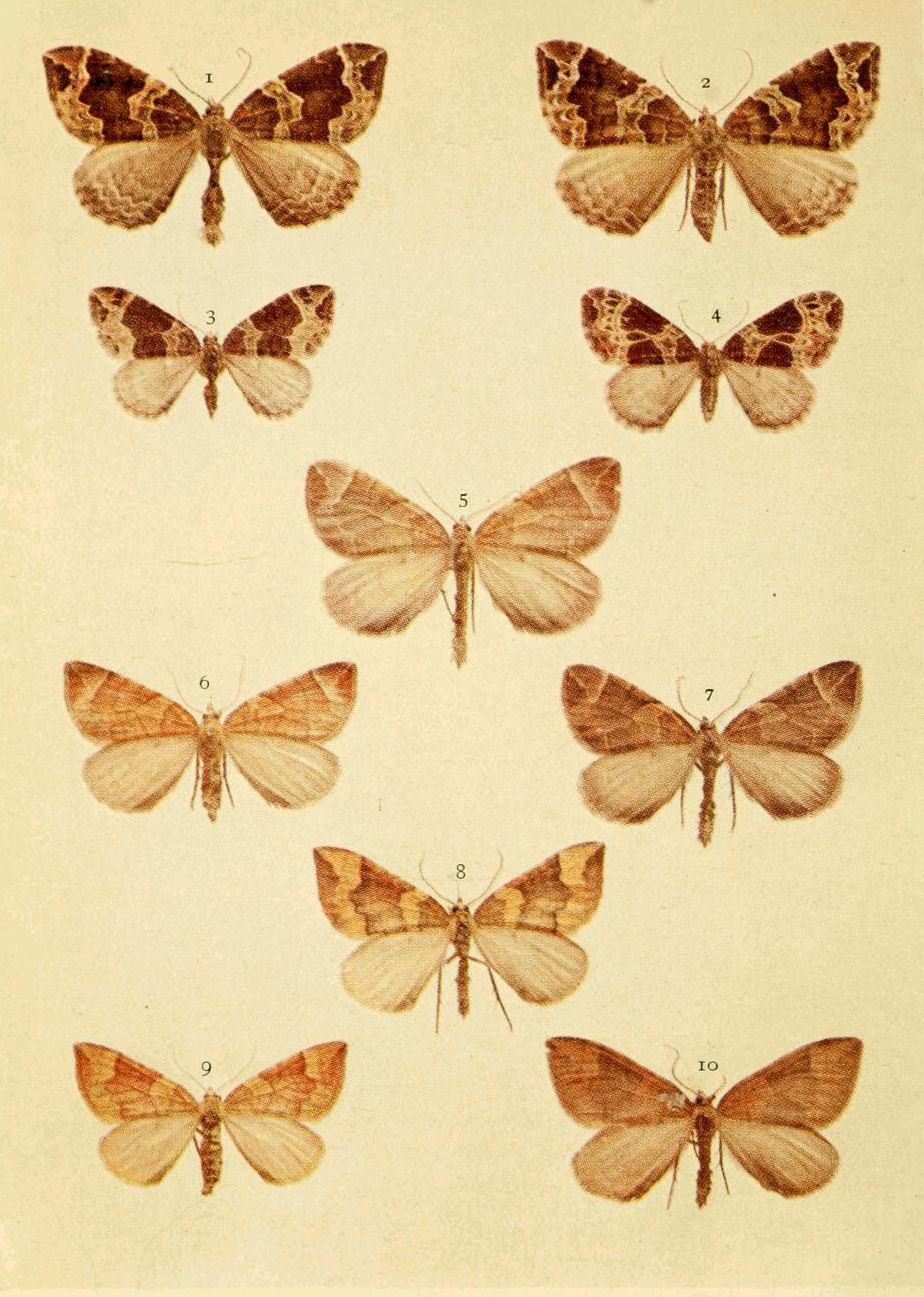
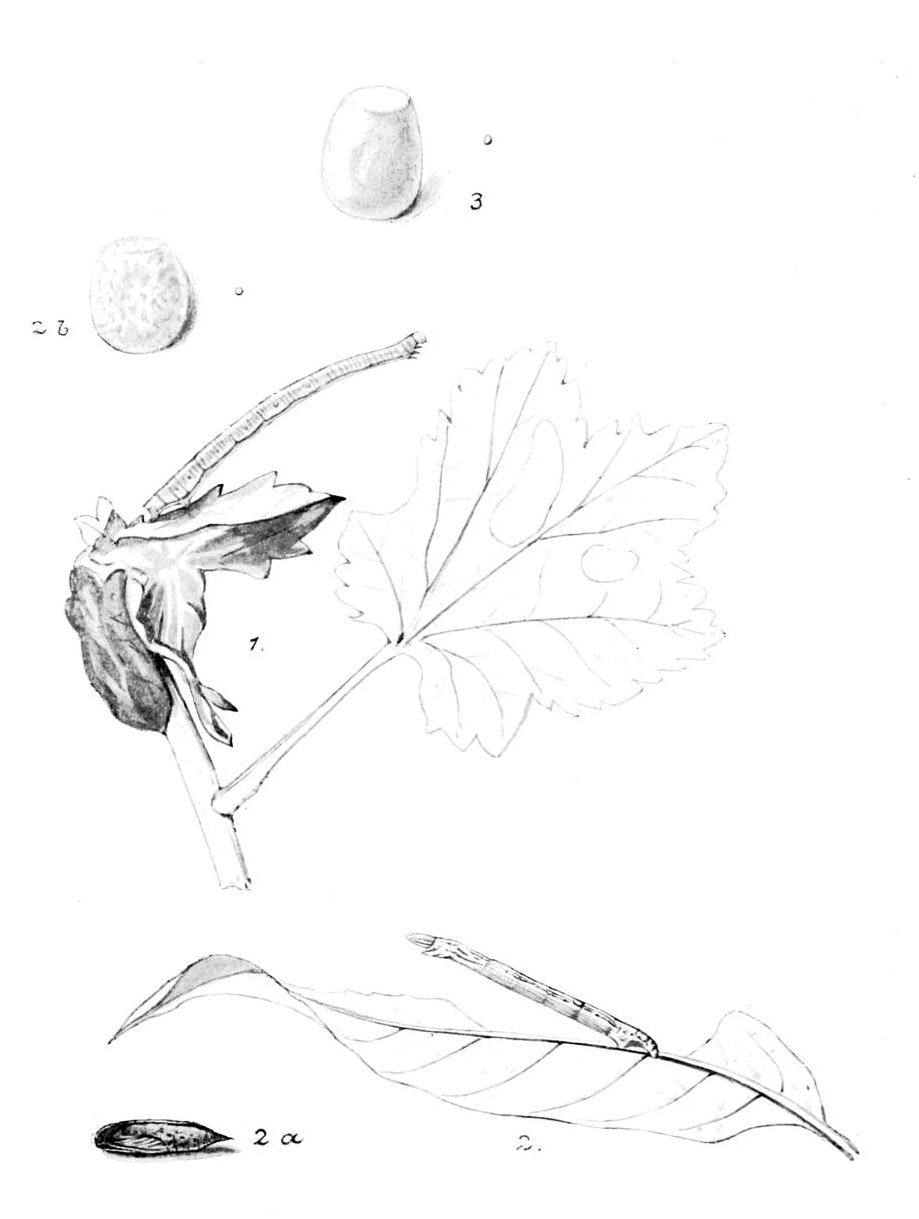